# リッキー・ジェイ
リッキー・ジェイ（Ricky Jay, 1946年6月26日 - 2018年11月24日）は、カード投げなどで有名なアメリカ生まれの奇術師、俳優。活動は多岐にわたる。アメリカ合衆国ニューヨーク市ブルックリン生まれ。

## 来歴・人物
リッキー・ジェイは、カードマジックの名手。特にカード(トランプ)投げの技術に優れ、カード1枚を135フィート(約40メートル)投げてギネス記録に登録されたこともあるほど。
しかし、彼はカード投げ以外でも活躍している。近年は特に、エンターテイメント競争の厳しい街、ニューヨークの小劇場で行うマジックショーが大好評を博している。クロースアップマジックでリッキーほど観客を集め、ロングラン公演を実現させた奇術師はほとんどいない。
また、俳優としては「Home game」、『007 トゥモロー・ネバー・ダイ』、『X-ファイル』シリーズ、『マグノリア』(以上アメリカ映画)など多数出演。ミステリアスな雰囲気で人気は高い。一部作品では、マジックの登場するシーンのアドバイザーも務める。また、テレビ番組へのゲスト出演も多い。
受賞歴は多い。代表的なものとしては、1997年には、マジックキャッスルを運営するアカデミー・オブ・マジカル・アーツ(Academy of Magical Arts)が選定する「マジシャン・オブ・ザ・イヤー 1997」など。
著作も多数あるが、邦訳されているものは「世紀末奇芸談」のみである。
2018年11月24日にカリフォルニア州ロサンゼルスにて死去。72歳没。